# USS LST-1010
O USS LST-1010 foi um navio de guerra norte-americano da classe LST que operou durante a Segunda Guerra Mundial.